# 南あわじ市立榎列小学校
南あわじ市立榎列小学校（みなみあわじしりつ えなみしょうがっこう）は、兵庫県南あわじ市榎列大榎列にある公立小学校。　

## 沿革
- 1874年(明治7年) - 自凝小学校開校。
- 1882年(明治15年) - 明倫小学校と改称。
- 1887年(明治20年) - 幡多尋常小学校と改称。
- 1888年(明治21年) - 榎列小学校と改称し、尋常と簡易の両科を置く。
- 1892年(明治25年) - 榎列尋常小学校と改称。
- 1902年(明治35年) - 榎列尋常高等小学校と改称。
- 1941年(昭和16年) - 榎列国民学校と改称。
- 1947年(昭和22年) - 榎列村立榎列小学校と改称。
- 1955年(昭和30年)4月1日 - 町村合併により三原町立榎列小学校と改称。
- 2005年(平成17年)1月11日 - 南あわじ市の発足により南あわじ市立榎列小学校と改称。

## 通学区域
- 南あわじ市榎列地区
- 南あわじ市倭文地区のうち、高・委文・流[1]

## 進路状況
ほとんどの児童は南あわじ市立三原中学校へ進学する。

## 通学区域が隣接している学校
- 南あわじ市立志知小学校
- 南あわじ市立市小学校
- 南あわじ市立八木小学校
- 南あわじ市立倭文小学校
- 南あわじ市立松帆小学校